# Chimarra truncatiloba
Chimarra truncatiloba är en nattsländeart som beskrevs av Oliver S. Flint Jr. 1974. Chimarra truncatiloba ingår i släktet Chimarra och familjen stengömmenattsländor. Inga underarter finns listade i Catalogue of Life.